# Boréalait
Boréalait est une ferme agroalimentaire située à Saint-Félix-de-Dalquier, au Québec.

## Historique
C’est en hiver 2019 qu’Évelyne Rancourt et Benoît Larochelle ouvrent officiellement les portes de Boréalait. Au commencement, le produit de base de Boréalait est le lait. Ils essaient de le laisser le plus naturel possible, sans trop de changement. Le lait vient en bouteilles de verre et les clients rapportent les bouteilles afin de les réutiliser. Même si le lait est le produit principal, ils vendent aussi du yogourt et du fromage.

## Les Fondateurs
Évelyne Rancourt est née à Sainte-Rose-de-Poularies situé en Abitibi-Ouest. Elle a été élevée sur une ferme laitière appartenant à sa famille. C'est aussi le cas des cinq enfants d'Évelyne et Benoit ; Éloi, Robin, Thomas, Jérôme et Léonie qui grandissent eux aussi sur une ferme familiale. C’était un projet qu’elle avait depuis toute petite que d’avoir sa propre ferme un jour. « Ce qui est à la portée d’un homme est à la portée d’un autre. » est une phrase qui a beaucoup marqué Évelyne en tant que femme entrepreneure. Une chose dont elle est particulièrement fière est que l’équipe de Boréalait est entièrement composée de femmes, excepté leur livreur.
Quant à Benoît Larochelle, autre fondateur de Boréalait il a grandi à Saint-Félix-de-Dalquier, au même endroit où est situé leur ferme et le magasin. Contrairement à Évelyne, ce n’étaient pas les parents de Benoît qui possédaient une ferme, mais son grand-père maternel. Benoît allait parfois donner un coup de main à celui-ci. Il a toujours souhaité reprendre la ferme familiale. Après des études collégiales en agriculture c’est en 2008 qu’il la reprend.

## Produits et agrotourisme
Il y a plusieurs produits chez Boréalait. Ils font du lait, du yogourt et du fromage.

### Le lait
Le produit principal de Boréalait est le lait. Le lait est produit directement à la ferme d'Évelyne Rancourt et Benoit Larochelle, comme la majorité de leur produits. Il vient directement des animaux de la ferme et est embouteillé à la ferme également. Le lait y est le moins transformé possible.

### Le yogourt
Pour les saveurs de yogourts, Boréalait collabore avec plusieurs entreprises régionales :
Le miel provient de la Miellerie de la Grande Ourse de Saint-Marc-de-Figuery ;
Les fraises viennent de la ferme Nordvie située au Témiscamingue. Elles sont ensuite transformées et préparées par Les Cuisines Carignan d’Amos ; 
Les bleuets sont, quant à eux, fournis par des producteurs locaux ;  

### Le fromage
Le fromage, qui est également très vendu, est disponible en grain et en bloc qui vient en plusieurs saveurs dont BBQ (issus des épices BBQ de Praz) et fines herbes.
Les citoyens et les touristes peuvent aller visiter le magasin et se procurer leurs produits directement chez Boréalait.